# 新書館
株式会社新書館（しんしょかん）は、日本の出版社。

## 概要
1961年6月14日に世界文化社出身の坂本洋子（三浦洋子）により設立。バレエ・フィギュアスケートなどのパフォーミング・アーツ、女性向けコミックス、人文系書籍が柱。漫画は少女向けファンタジー、SF中心のウィングス系と、BL中心のディアプラス系に分かれる。パッケージソフトはバレエ、フィギュアスケート関連のDVD・CD、コミック関連のCDドラマを取り扱っている。

## 雑誌

### バレエ・フィギュアスケート誌
- ダンスマガジン（毎月27日発売）
- クララ（毎月10日発売）
- クロワゼ（3・6・9・12月の5日発売）
- ワールド・フィギュアスケート（雑誌コードはなく、流通上は書籍扱い）

### コミック誌
- ウィングス（偶数月28日発売）
- ディアプラス（毎月14日発売）
- シェリプラス（奇数月30日発売）

### 小説誌
- 小説ディアプラス（3・6・9・12月20日発売）

## ウェブメディア
- バレエチャンネル
- ワールド・フィギュアスケートWeb
- ウェブマガジン ウィングス（2009年9月28日配信開始、毎月28日更新） - 閲覧に登録不要のオンラインコミック。
- Webマガジン小説ウィングス

## コミックス
- ウィングス・コミックス
- ひらり、コミックス
- ディアプラス・コミックス
- シア♥コミックス
- ボーイズジャムコミックス
- Hakka+（電子版のみ）[3]

## 書籍
- 白秋望景 ISBN 4-403-21105-4
- ある文人学者の肖像―評伝・富士川英郎  ISBN 4-403-21106-2
- フォアレディース・シリーズ[4]

### ライトノベル
- ウィングス文庫
- ディアプラス文庫
- モノクローム・ロマンス文庫：欧米BL小説の翻訳専門レーベル[5]

## ドラマCD
- DEAR+ CD COLLECTION

## 休刊・廃刊
- ライジング（1985年-1990年）:書籍扱いのオペラ・歌舞伎誌
- サウス（1988年-2002年）: マンガ誌
- 小説ウィングス（1988年-2021年）: 小説誌
- アートエクスプレス（1993年-1995年）:書籍扱いの総合芸術誌
- 大航海（1994年-2009年[6]）:思想誌
- ハックルベリー（2003年-2005年）: マンガ誌
- BOY'S JAM!（2005年-2008年）:コミックス扱いのマンガ誌
- ウンポコ（2005年-2009年）：コミックス扱いのマンガ誌
- カグヤ（2009年-2010年）→カグヤSPADE（2011年）: マンガ誌
- ひらり、（2010年-2014年）：書籍扱いのマンガ誌

### ペーパームーン
1976年発行。特徴的な表紙イラストは、創刊号は宇野亜喜良、以降はペーター佐藤。執筆陣は萩尾望都、寺山修司、宇野亜喜良、青池保子、内田善美、倉多江美、坂田靖子、佐藤史生、竹宮惠子、山岸凉子、岸田理生、四谷シモンなど。奇想天外 (SF雑誌)の執筆陣とも一部重なる。同年には白泉社も「LaLa」を創刊した。コミックやイラスト集など、作家と装丁とテーマに凝った本を次々と刊行したが、こだわり過ぎもあり雑誌型は10号で、続いて出されたテーマ別ムック型も1983年、27号をもって廃刊した。
寺山修司は編集担当としてもかかわっていた。

### grape fruit（グレープフルーツ）
1981年創刊、「ペーパームーン」より少女漫画をメインに扱う形で創刊。表紙も花の24年組によるものが多い。「ペーパームーン」の執筆陣に加え有吉京子、天野喜孝、秋里和国、森川久美、樹なつみ、岡野玲子、大島弓子、樹村みのり、高口里純、鳥図明児、名香智子、水樹和佳、松苗あけみ、波津彬子、森脇真末味、山田章博、吉野朔実、坂東玉三郎など。1988年休刊。

## モバイル配信
- 新書館☆モバイル（2008年11月4日配信開始、2014年1月31日終了、毎週木曜日12:00更新）新書館の配信サイト。雑誌・コミックス情報と無料コンテンツに4コマ漫画。

## 関係会社
- 株式会社オン・ポワント - バレエ・ダンス関連の執筆・編集業務とバレエ・ダンス関連のイベント＆コンテンツ企画・制作[9]。
- 株式会社フェアリー - バレエショップフェアリーの運営会社。